# Ian Mahinmi
Ian Mahinmi, né le 5 novembre 1986 à Rouen en Seine-Maritime, est un joueur international français de basket-ball, évoluant au poste de pivot. Il est sélectionné à la 28e position lors de la draft 2005 de la NBA par les Spurs de San Antonio. Il remporte un titre de champion NBA, avec les Mavericks de Dallas, en 2011. Il joue un total de 12 saisons au sein de la ligue américaine, avant de prendre sa retraite sportive en 2021.
Après sa carrière de basketteur, il est devenu consultant NBA pour la chaine beIN SPORTS. Depuis octobre 2021, il apparait assez fréquemment sur l'émission NBA Extra, une émission consacrée à la ligue de basket-ball nord-américaine.

## Biographie

### Vie privée
Ian Mahinmi est né d'un père originaire du Bénin et d'une mère originaire de Jamaïque.

### Débuts professionnels en France
Mahinmi est formé au Saint Thomas Basket Le Havre avec lequel il commence sa carrière professionnelle.
Il est sélectionné lors de la draft 2005 de la NBA par les Spurs de San Antonio, en 28e position.
Toutefois, les Spurs, désireux de le voir poursuivre son apprentissage en Europe, se mettent d'accord avec son club formateur pour que celui-ci le conserve dans son effectif une ou deux saisons supplémentaires. En juin 2006, il rejoint l'Élan béarnais de Pau-Orthez pour une saison. Le jeune joueur effectue une saison moyenne au sein du club béarnais. Avec des statistiques de 4,2 points et 3,2 rebonds en moyenne pour près de 13 minutes sur le terrain, il n'aura pas vraiment répondu aux attentes du club. Toutefois, le club sauve sa saison en remportant la Coupe de France.

### Spurs de San Antonio (2007-2010)
Il signe avec les Spurs de San Antonio le 23 août 2007. Derrière Tim Duncan, Fabricio Oberto et Francisco Elson, Mahinmi joue très peu. Gregg Popovich, l'entraîneur des Spurs, décide de l'envoyer dans l'équipe réserve, les Toros d'Austin (NBDL), pour qu'il puisse progresser en passant plus de temps sur les parquets. Dès son arrivée chez les Toros, il révèle son talent puisqu'il marque autour de 17 points de moyenne par match. Deux semaines après son départ des Spurs, il retrouve San Antonio. Lors de cette période, il joue en moyenne trois minutes par match sur six matchs. Gregg Popovich décide alors de le renvoyer à Austin pour qu'il puisse jouer davantage. Le 16 février 2008, il joue le NBA D-League All-Star Game, le match opposant les 20 meilleurs joueurs de la NBDL.
En juillet 2008, Mahinmi participe à la NBA Summer League, ligue d'une semaine regroupant quelques équipes de NBA mais composées seulement de jeunes joueurs. En trois matchs, il marque 14 points et 10 rebonds par match.
Ian dispute son premier match de la saison 2009/2010 avec les Spurs le 10 janvier 2010 contre les Nets du New Jersey. Il marque 15 points et 9 rebonds en 21 minutes et apparaît même à la première place des dix meilleures actions de la journée, mais il ne parvient pas à s'imposer dans l'effectif.

### Mavericks de Dallas (2010-2012)
Il signe aux Mavericks de Dallas en 2010. Malheureusement, avec l'arrivée du pivot des Bobcats de Charlotte Tyson Chandler, il se retrouve quatrième intérieur de la rotation des Mavericks, derrière Brendan Haywood, Chandler et l’inamovible Dirk Nowitzki. Il est peu utilisé par l'entraîneur des Texans, disputant tout de même 56 matchs de saison régulière, mais son énergie est saluée par le staff et ses coéquipiers à chacune de ses sorties. Il réalise d'ailleurs son meilleur match en carrière contre Golden State au mois de décembre avec 12 points, 10 rebonds et 1 contre. Ayant gagné la confiance de son entraîneur, il dispute quelques minutes de playoffs, notamment lors du deuxième match de la série opposant Dallas aux Lakers de Los Angeles, où il inscrit deux points et capte un rebond. Lors de la série des finales de la NBA contre le Heat de Miami, il reste sur le banc lors des trois premières rencontres. Avec la blessure du pivot Brendan Haywood, il obtient un peu de temps de jeu, disputant respectivement 8, 8 et 11 minutes lors des trois dernières rencontres. Il s'illustre lors du dernier match avec deux paniers sur des tirs extérieurs, directement inspirés du style de jeu de son coéquipier Dirk Nowitzki. Il devient le deuxième Français sacré champion de NBA.

#### Retour chez son club formateur (2011)
Le 13 octobre 2011, il s'engage avec Le Havre pendant la durée du lock-out aux États-Unis. Avec son club formateur, il dispute quatre rencontres de Ligue nationale de basket-ball - une victoire contre l'ASVEL Lyon-Villeurbanne de Tony Parker et trois défaites - pour des statistiques de 12,3 points, 8,8 rebonds, 1 passe et 0,3 contre en 24,3 minutes . Avec l'annonce de la fin du lockout, Mahinmi rejoint sa franchise de Dallas.
Dallas ayant transféré Tyson Chandler, le pivot titulaire de la saison du titre, Mahinmi se voit attribuer la place de deuxième pivot, derrière Brendan Haywood. Le 30 décembre 2011, lors de la rencontre contre les Toronto Raptors, Mahinmi réalise son meilleur match avec un total de 19 points. Jusqu'ici, sa meilleure prestation remontait à janvier 2011 avec 17 points contre les Grizzlies de Memphis. Il répond aux attentes de son entraîneur, obtenant sensiblement les mêmes statistiques que Haywood en saison régulière, 5,8 points, 4,7 rebonds, 0,2 passe, 0,5 contre pour le Français en 18 minutes 7 contre 5,2 points, 6 rebonds, 0,4 passe et 1 contre en 21,2 minutes. Mahinmi obtient également ses premières titularisations, douze matchs. Dallas termine au septième rang de la conférence Ouest et est opposé au Thunder d'Oklahoma City, qui s'impose quatre à zéro. Dallas est la deuxième franchise championne en titre, après Miami en 2007, à être éliminée au premier tour des playoffs sur un sweep. Mahinmi réussit 10 points et 5 rebonds lors de la quatrième rencontre et présente des statistiques de 7,3 points, 4,5 rebonds en 17 minutes 5 sur cette série.

### Pacers de l'Indiana (2012-2016)
Durant l'intersaison, il rejoint les Pacers de l'Indiana, où il est remplaçant du pivot Roy Hibbert. Il effectue un début de saison en dents de scie avant de retrouver petit à petit des statistiques similaires à celles de son passage à Dallas.
Lors de la saison 2015-2016, il profite des départs de David West, Luis Scola et Roy Hibbert pour s'installer solidement dans le cinq de départ et se voit reconnu comme un des meilleurs pivots de la ligue en défense. Respecté par son coach Frank Vogel, celui-ci l'associe à ses décisions : « Il connait très bien ma personnalité et vice versa. Grâce à ce vécu, sur le terrain il a vraiment confiance en moi. Il sait que ce que je vais lui dire, ce n’est pas n’importe quoi. Ma voix pèse. On échange énormément. » Il s'illustre particulièrement lors de la quatrième manche du premier tour des play-offs lors de la victoire face aux Raptors de Toronto avec 22 points, 10 rebonds et 5 passes décisives,.

### Wizards de Washington (2016-2020)
À la fin de la saison 2015-2016, désireux de poursuivre l'aventure avec les Pacers de l'Indiana, ces derniers choisissent de signer le pivot Al Jefferson et Mahinmi décide de prendre en considération les offres des autres équipes. Il intéresse sept équipes dont les Wizards de Washington chez qui il signe un contrat de 64 millions de dollars sur quatre ans. Le 30 décembre 2019, il bat son record de point en carrière lors d'un match contre le Heat de Miami avec 25 points, 10/11 au tir dont 2/3 à 3 points.

### Équipe nationale
En août 2009, retenu par les Spurs, il rejoint tardivement l'équipe de France dans le tournoi de repêchage pour l'Eurobasket 2009. Il fait ses débuts sous le maillot bleu le 18 août 2009 par une défaite contre la Finlande. Il s'y fait remarquer si positivement (12 points et une bonne activité au rebond), qu'il gagne sa place dans l'équipe de Vincent Collet au détriment de Johan Petro. Mais une blessure l'empêche presque totalement de s'exprimer dans le tournoi.
Le 16 mai 2014, il ne fait pas partie de la liste des vingt-quatre joueurs pré-sélectionnés pour la participation à la Coupe du monde 2014 en Espagne. Mais à la suite du forfait de Kévin Séraphin et Alexis Ajinça, le directeur technique national, Patrick Beesley, et l'entraîneur de l'Équipe de France de basket-ball, Vincent Collet, font appel à Ian Mahinmi, qui doit à son tour déclarer forfait sur blessure, une lésion du bourrelet glénoïdien de l’épaule gauche, deux jours avant le début du tournoi.
Dans l'optique d'une qualification aux Jeux olympiques d'été de 2016, l'équipe de France participe au tournoi préolympique 2016 mais Mahinmi, bien que motivé, doit déclarer forfait en raison des problèmes d'assurance en vue de la signature d'un nouveau contrat en NBA.

### Retraite
Il annonce, le 6 juillet 2021, sur le plateau de l'émission NBA Extra de beIN SPORTS, mettre un terme à sa carrière après notamment 12 saisons en NBA.

### Dirigeant et investisseur
Depuis octobre 2017, il est actionnaire majoritaire du Rouen Métropole Basket, le club professionnel de sa ville natale où réside encore la majorité de sa famille. En parallèle, il ouvre des restaurants en Normandie et Île-de-France.
Il est également actionnaire de la Basketball Africa League.

## Clubs successifs
- 2003-2006 :   STB Le Havre (Pro A)
- 2006-2007 :  Élan Béarnais Pau-Orthez (Pro A)
- 23 août 2007 - 20 novembre 2007 :  Spurs de San Antonio (NBA)
- 21 novembre 2007 - janvier 2008 :  Toros d'Austin (NBDL)
- 28 janvier 2008 - 1er février 2008 :  Spurs de San Antonio (NBA)
- 2008-2009 :  Toros d'Austin (NBDL)
- 2009-2010 :  Spurs de San Antonio (NBA)
- 2010-2011 :  Mavericks de Dallas (NBA)
- 2011 (oct-nov) :  STB Le Havre (Pro A)
- 2011-2012:  Mavericks de Dallas (NBA)
- 2012-2016 :  Pacers de l'Indiana (NBA)
- 2016-2020 :  Wizards de Washington (NBA)

## Palmarès

### En club
- Champion NBA avec les Mavericks de Dallas en 2011.
- Champion de la Conférence Ouest en 2011 avec les Mavericks de Dallas.
- Champion de la Division Centrale en 2013 avec les Pacers de l'Indiana.
- Drafté en 28e position de la draft 2005 par les Spurs de San Antonio.
- Vainqueur de la Coupe de France : 2007.
- Sélectionné pour le NBA D-League All-Star Game 2008[21].
- Sélectionné au poste de pivot de la "2007-08 All-NBA Development League First Team".

### En sélection
- Médaille de bronze à l'Euro juniors en 2004

## Statistiques
gras = ses meilleures performances

### En France

#### Saison régulière
| Saison    | Équipe     | Matchs | Titul. | Min./m | % Tir | % 3pts | % LF  | Rbds/m. | Pass/m. | Int/m. | Ctr/m. | Pts/m. |
| --------- | ---------- | ------ | ------ | ------ | ----- | ------ | ----- | ------- | ------- | ------ | ------ | ------ |
| 2003-2004 | Le Havre   | 3      | 0      | 4,0    | 66,7  | 0,0    | 100,0 | 1,0     | 0,0     | 0,0    | 0,0    | 1,7    |
| 2004-2005 | Le Havre   | 31     | 12     | 17,0   | 59,7  | 0,0    | 66,2  | 4,0     | 0,1     | 0,5    | 0,6    | 6,0    |
| 2005-2006 | Le Havre   | 33     | 26     | 20,0   | 56,1  | 0,0    | 61,8  | 5,3     | 0,5     | 0,6    | 1,0    | 9,7    |
| 2006-2007 | Pau-Orthez | 33     | 10     | 13,0   | 51,0  | 0,0    | 69,6  | 3,3     | 0,2     | 0,4    | 0,7    | 4,3    |
| 2011-2012 | Le Havre   | 4      | 4      | 24,2   | 45,9  | 0,0    | 65,2  | 8,75    | 1,00    | 0,75   | 0,25   | 12,25  |
| Carrière  | Carrière   | 104    | 52     | 16,0   | 55,2  | 0,0    | 64,9  | 4,2     | 0,3     | 0,5    | 0,8    | 6,8    |

#### Playoffs
| Saison    | Équipe   | Matchs | Titul. | Min./m | % Tir | % 3pts | % LF  | Rbds/m. | Pass/m. | Int/m. | Ctr/m. | Pts/m. |
| --------- | -------- | ------ | ------ | ------ | ----- | ------ | ----- | ------- | ------- | ------ | ------ | ------ |
| 2004-2005 | Le Havre | 4      | 4      | 18,0   | 54,5  | 0,0    | 100,0 | 4,6     | 0,3     | 0,3    | 0,3    | 9,0    |
| 2005-2006 | Le Havre | 3      | 2      | 16,0   | 48,1  | 0,0    | 62,5  | 5,0     | 0,3     | 0,3    | 0,7    | 10,3   |
| Carrière  | Carrière | 7      | 6      | 17,0   | 51,0  | 0,0    | 85,0  | 4,7     | 0,3     | 0,3    | 0,4    | 9,6    |

### NBA
| Champion NBA |

#### Saison régulière
| Saison    | Équipe      | Matchs | Titul. | Min./m | % Tir | % 3pts | % LF  | Rbds/m. | Pass/m. | Int/m. | Ctr/m. | Pts/m. |
| --------- | ----------- | ------ | ------ | ------ | ----- | ------ | ----- | ------- | ------- | ------ | ------ | ------ |
| 2007-2008 | San Antonio | 6      | 0      | 3,8    | 50,0  | 0,0    | 100,0 | 0,83    | 0,17    | 0,00   | 0,67   | 3,50   |
| 2009-2010 | San Antonio | 26     | 0      | 6,3    | 63,6  | 0,0    | 66,0  | 2,00    | 0,08    | 0,12   | 0,31   | 3,88   |
| 2010-2011 | Dallas      | 56     | 0      | 8,7    | 56,1  | 0,0    | 76,8  | 2,14    | 0,14    | 0,25   | 0,27   | 3,09   |
| 2011-2012 | Dallas      | 61     | 12     | 18,7   | 54,6  | 0,0    | 63,9  | 4,74    | 0,20    | 0,62   | 0,51   | 5,80   |
| 2012-2013 | Indiana     | 80     | 2      | 16,5   | 45,3  | 0,0    | 60,8  | 3,89    | 0,34    | 0,49   | 0,82   | 5,03   |
| 2013-2014 | Indiana     | 77     | 1      | 16,2   | 48,1  | 0,0    | 62,1  | 3,34    | 0,31    | 0,53   | 0,94   | 3,53   |
| 2014-2015 | Indiana     | 61     | 6      | 18,8   | 55,2  | 0,0    | 30,4  | 5,84    | 0,54    | 0,49   | 0,75   | 4,34   |
| 2015-2016 | Indiana     | 71     | 71     | 25,6   | 58,9  | 0,0    | 58,7  | 7,14    | 1,46    | 0,92   | 1,06   | 9,30   |
| 2016-2017 | Washington  | 31     | 0      | 17,9   | 58,6  | 0,0    | 57,3  | 4,84    | 0,61    | 1,06   | 0,77   | 5,58   |
| 2017-2018 | Washington  | 77     | 0      | 14,9   | 55,6  | 0,0    | 70,3  | 4,05    | 0,69    | 0,49   | 0,55   | 4,75   |
| 2018-2019 | Washington  | 34     | 6      | 14,6   | 45,2  | 18,8   | 68,9  | 3,76    | 0,74    | 0,74   | 0,47   | 4,09   |
| 2019-2020 | Washington  | 38     | 35     | 21,3   | 49,5  | 19,2   | 61,9  | 5,74    | 1,29    | 0,82   | 1,16   | 7,45   |
| Carrière  | Carrière    | 618    | 133    | 16,7   | 53,3  | 16,0   | 61,2  | 4,38    | 0,58    | 0,58   | 0,72   | 5,19   |

Mise à jour le 12 mars 2020

#### Playoffs
| Saison   | Équipe      | Matchs | Titul. | Min./m | % Tir | % 3pts | % LF | Rbds/m. | Pass/m. | Int/m. | Ctr/m. | Pts/m. |
| -------- | ----------- | ------ | ------ | ------ | ----- | ------ | ---- | ------- | ------- | ------ | ------ | ------ |
| 2010     | San Antonio | 2      | 0      | 9,3    | 50,0  | 0,0    | 75,0 | 1,00    | 0,00    | 0,00   | 0,50   | 4,50   |
| 2011     | Dallas      | 6      | 0      | 5,6    | 60,0  | 0,0    | 55,6 | 1,00    | 0,00    | 0,17   | 0,00   | 1,83   |
| 2012     | Dallas      | 4      | 0      | 17,5   | 64,3  | 0,0    | 84,6 | 4,50    | 0,00    | 0,75   | 0,75   | 7,25   |
| 2013     | Indiana     | 18     | 0      | 8,3    | 44,8  | 0,0    | 30,0 | 2,33    | 0,06    | 0,00   | 0,67   | 1,61   |
| 2014     | Indiana     | 19     | 0      | 12,7   | 48,1  | 0,0    | 61,1 | 2,37    | 0,16    | 0,26   | 0,84   | 1,95   |
| 2016     | Indiana     | 7      | 7      | 24,6   | 50,0  | 0,0    | 60,0 | 5,14    | 1,14    | 0,71   | 0,86   | 8,12   |
| 2017     | Washington  | 5      | 0      | 12,6   | 55,6  | 0,0    | 36,4 | 2,20    | 1,20    | 0,20   | 1,20   | 2,80   |
| 2018     | Washington  | 6      | 0      | 8,7    | 71,4  | 0,0    | 90,9 | 1,83    | 0,17    | 0,67   | 0,83   | 5,00   |
| Carrière | Carrière    | 67     | 7      | 11,9   | 52,7  | 0,0    | 61,4 | 2,55    | 0,28    | 0,28   | 0,75   | 3,22   |

### D-League

#### Saison régulière
| Saison        | Équipe        | Matchs | Titul. | Min./m | % Tir | % 3pts | % LF  | Rbds/m. | Pass/m. | Int/m. | Ctr/m. | Pts/m. |
| ------------- | ------------- | ------ | ------ | ------ | ----- | ------ | ----- | ------- | ------- | ------ | ------ | ------ |
| 2007-2008     | Austin        | 45     | 45     | 30,2   | 61,5  | 0,0    | 76,6  | 8,18    | 1,38    | 1,47   | 1,73   | 17,13  |
| 2008-2009     | Austin        | 1      | 1      | 20,8   | 20,0  | 0,0    | 100,0 | 1,00    | 2,00    | 0,00   | 1,00   | 4,00   |
| Carrière      | Carrière      | 46     | 46     | 30,0   | 61,0  | 0,0    | 76,7  | 8,02    | 1,39    | 1,43   | 1,72   | 16,85  |
| All-Star Game | All-Star Game | 1      | 1      | 24,6   | 28,6  | 0,0    | 50,0  | 9,00    | 1,00    | 1,00   | 3,00   | 5,00   |

#### Playoffs
| Saison    | Équipe   | Matchs | Titul. | Min./m | % Tir | % 3pts | % LF | Rbds/m. | Pass/m. | Int/m. | Ctr/m. | Pts/m. |
| --------- | -------- | ------ | ------ | ------ | ----- | ------ | ---- | ------- | ------- | ------ | ------ | ------ |
| 2007-2008 | Austin   | 4      | 4      | 38,1   | 51,1  | 0,0    | 75,8 | 10,75   | 1,50    | 1,50   | 3,50   | 18,25  |
| Carrière  | Carrière | 4      | 4      | 38,1   | 51,1  | 0,0    | 75,8 | 10,75   | 1,50    | 1,50   | 3,50   | 18,25  |

## Records sur une rencontre en NBA
Les records personnels de Ian Mahinmi en NBA sont les suivants, :
| Type de statistique        | Saison régulière | Saison régulière          | Saison régulière | Playoffs | Playoffs             | Playoffs      |
| Type de statistique        | Record           | Adversaire                | Date             | Record   | Adversaire           | Date          |
| -------------------------- | ---------------- | ------------------------- | ---------------- | -------- | -------------------- | ------------- |
| Points                     | 25               | Heat de Miami             | 30 décembre 2019 | 22       | Raptors de Toronto   | 23 avril 2016 |
| Paniers marqués            | 10               | Heat de Miami             | 30 décembre 2019 | 9        | Raptors de Toronto   | 23 avril 2016 |
| Paniers tentés             | 18               | @ Thunder d'Oklahoma City | 19 février 2016  | 14       | Raptors de Toronto   | 23 avril 2016 |
| Paniers à 3 points réussis | 2                | 2 fois                    | 2 fois           | -        | -                    | -             |
| Paniers à 3 points tentés  | 3                | 3 fois                    | 3 fois           | -        | -                    | -             |
| Lancers francs réussis     | 9                | Suns de Phoenix           | 23 janvier 2012  | 5        | @ Raptors de Toronto | 18 avril 2016 |
| Lancers francs tentés      | 12               | 2 fois                    | 2 fois           | 6        | @ Raptors de Toronto | 18 avril 2016 |
| Rebonds offensifs          | 7                | 2 fois                    | 2 fois           | 5        | Raptors de Toronto   | 23 avril 2016 |
| Rebonds défensifs          | 12               | @ Hornets de Charlotte    | 4 mars 2016      | 5        | 3 fois               | 3 fois        |
| Rebonds totaux             | 14               | 2 fois                    | 2 fois           | 10       | Raptors de Toronto   | 23 avril 2016 |
| Passes décisives           | 7                | Jazz de l'Utah            | 12 janvier 2020  | 5        | Raptors de Toronto   | 23 avril 2016 |
| Interceptions              | 7                | @ Suns de Phoenix         | 7 mars 2017      | 2        | 3 fois               | 3 fois        |
| Contres                    | 4                | 6 fois                    | 6 fois           | 3        | 2 fois               | 2 fois        |
| Balles perdues             | 4                | 13 fois                   | 13 fois          | 4        | Raptors de Toronto   | 21 avril 2016 |
| Minutes jouées             | 36               | Heat de Miami             | 11 décembre 2015 | 33       | Raptors de Toronto   | 23 avril 2016 |

- Double-double : 16 (dont 1 en playoffs)
- Triple-double : 0

## Salaires
Les gains de Ian Mahinmi en carrière sont les suivants :
| Saison      | Équipe                | Salaire      |
| ----------- | --------------------- | ------------ |
| 2007-2008   | Spurs de San Antonio  | 938 760 $    |
| 2008-2009   | Spurs de San Antonio  | 1 009 200 $  |
| 2009-2010   | Spurs de San Antonio  | 1 079 640 $  |
| 2010-2011   | Mavericks de Dallas   | 762 196 $    |
| 2011-2012   | Mavericks de Dallas   | 711 748 $    |
| 2012-2013   | Pacers de l'Indiana   | 4 000 000 $  |
| 2013-2014   | Pacers de l'Indiana   | 4 000 000 $  |
| 2014-2015   | Pacers de l'Indiana   | 4 000 000 $  |
| 2015-2016   | Pacers de l'Indiana   | 4 000 000 $  |
| 2016-2017   | Wizards de Washington | 15 944 154 $ |
| 2017-2018   | Wizards de Washington | 16 661 641 $ |
| 2018-2019   | Wizards de Washington | 15 944 154 $ |
| 2019-2020   | Wizards de Washington | 15 450 051 $ |
| Total Gains | Total Gains           | 84 501 544 $ |